# مارتن كوبر (رسام)
مارتن كوبر (بالإنجليزية: Martin Cooper)‏ هو كاتب أغاني ورسام بريطاني، ولد في 1 أكتوبر 1958 في ليفربول في المملكة المتحدة.

## وصلات خارجية
- الموقع الرسمي
- مارتن كوبر على موقع IMDb (الإنجليزية)
- مارتن كوبر على موقع الموسوعة البريطانية (الإنجليزية)
- مارتن كوبر على موقع ميوزك برينز (الإنجليزية)
- مارتن كوبر على موقع أول ميوزيك (الإنجليزية)
- مارتن كوبر على موقع ديسكوغز (الإنجليزية)